# Аргіріс Теодоропулос
Аргіріс Теодоропулос (нар. 13 січня 1981, Афіни, Греція) — грецький ватерполіст.
Учасник Олімпійських Ігор 2004, 2008 років. Бронзовий медаліст Чемпіонату світу 2005 року.